# Victoria Lines

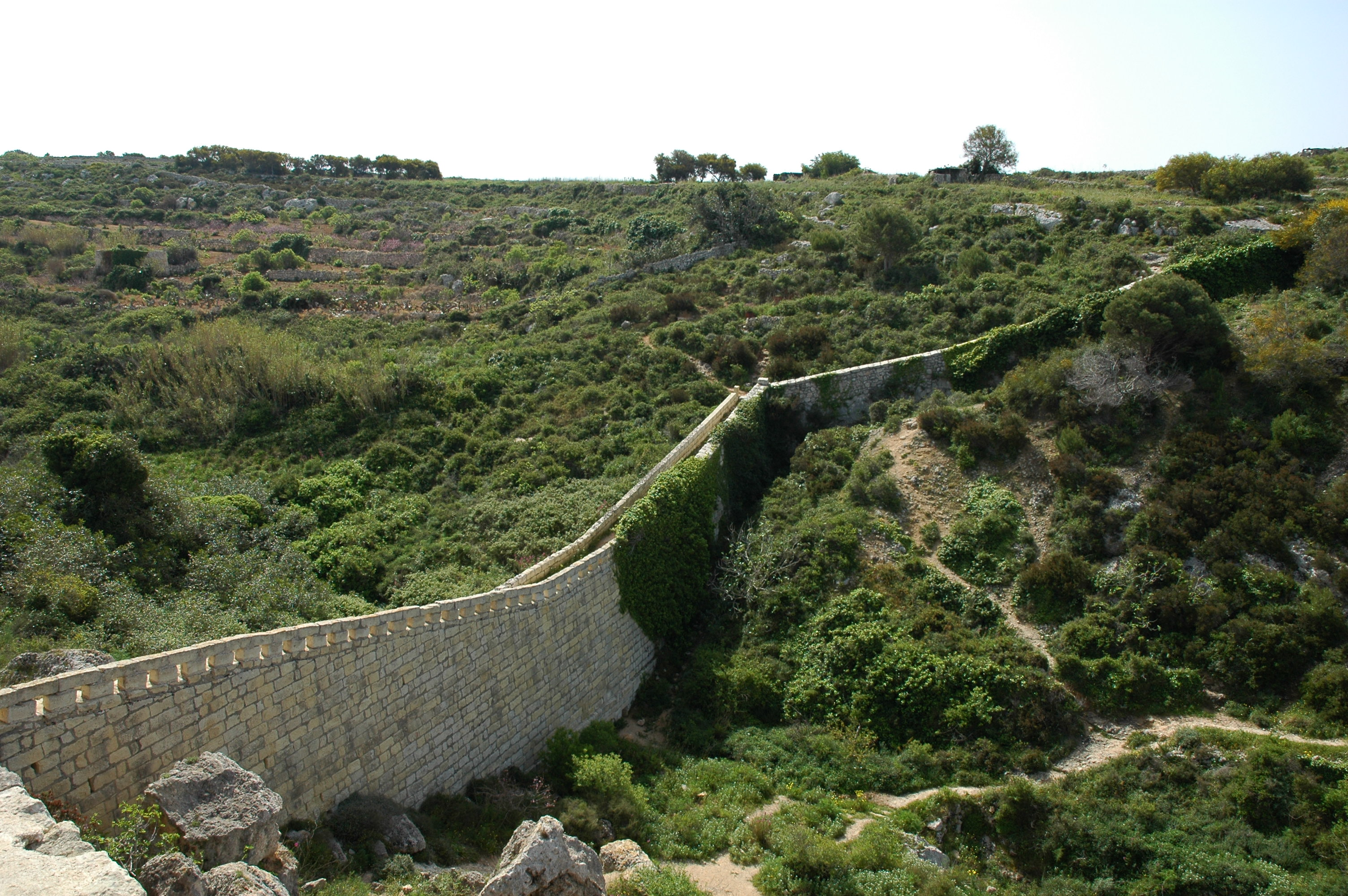
Victoria Lines w okolicach Mġarr

Victoria Lines (malt. Il-Linja tal-Vittorja) – dwunastokilometrowa linia fortyfikacji obronnych na Malcie zwana także Wielkim Murem. Linia oddziela gęściej zaludnione południe wyspy z jej pierwotną stolicą Mdiną od mniej ludnej północnej części. Początkowo linia umocnień była nazwana North West Front. W 1897 roku z okazji sześćdziesiątych urodzin królowej Wiktorii linia została nazwana Victoria Lines.
Ciąg fortyfikacji połączonych murem ze stanowiskami strzelniczymi rozciąga się od wschodu od wsi Baħar iċ-Ċagħaq koło Swieqi do wschodnich wybrzeży wyspy w okolicach zatoki Fomm ir-Riħ. Przebiega wzdłuż naturalnej bariery, jaką stanowi Great Fault.
Naturalne cechy obronne uskoku Great Fault zostały docenione już w 1722 roku za panowania wielkiego mistrza kawalerów maltańskich Marca Zondadariego. Za panowania jego następcy Antonia Manoela de Vilheny zbudowano kilka kamiennych budynków i umocnień umiejscowionych w kluczowych miejscach Great Fault. Miały one na celu obronę ówczesnej stolicy przed atakiem od bardziej przystępnej strony północnej.
W drugiej połowie XIX w. w czasie szczytu brytyjskiej potęgi wojskowej i ze względu na kluczowe znaczenie Malty po oddaniu do użytkowania w 1869 roku Kanału Sueskiego, zapadła decyzja o budowie systemu obronnego wzdłuż uskoku Great Fault. Linia obrony złożona jest z różnych rodzajów fortyfikacji: fortów, baterii, murów obronnych, umocnionych stanowisk piechoty, reflektorów. Pierwsze prace nad North West Front rozpoczęto w 1870 roku. Na początku lat osiemdziesiątych XIX w. ukończono budowę czterech fortów: Bingemma, Mosta,  Madliena i Pembroke. Pierwotnie trzy forty znajdujące się na linii Wiktorii były oddzielnymi obiektami, zbudowanymi w kształcie wielokątów, każdy według odrębnego projektu. W następnej kolejności zbudowano kompleks szańców i umocnień zwanych Dwejra Lines. Pierwszy ukończony był Fort Binġemma, który został umiejscowiony w pobliżu zbudowanej w XVII w. wieży obserwacyjnej Nadur. W 1887 roku linia Wiktorii została uzupełniona o działobitnię Targa. W latach dziewięćdziesiątych XIX w. istniejące obiekty zostały połączone ze sobą ciągłym murem obronnym z rozmieszczonymi na całej jego długości otworami strzelniczymi. Mur ma tylko 2 metry wysokości, ale umiejscowiony został w taki sposób, że wykorzystuje naturalne różnice wysokości i formacje skalne uskoku Grat Fault. W miejscach występowania dolin mur obronny został zbudowany na mostach i ścianach zaporowych. W 1897 roku linię obrony poszerzono. Za Fortem Madliena został zbudowany nabrzeżny Fort Pembroke, który bronił wejścia do Wielkiego Portu od strony morza.
W maju 1900 roku, krótko po ukończeniu prac i oddaniu całej linii umocnień, zostały przeprowadzone ćwiczenia sprawdzające efektywność obrony w przypadku ataku wroga. Okazało się, że w ciągu prawie trzydziestu lat od początku pierwszych prac techniki wojenne tak się rozwinęły, że linia umocnień Victoria Lines przestała spełniać założone w jej projekcie funkcje obronne. W 1907 roku obiekty Victoria Lines zostały w większości opuszczone. Główne forty z wyjątkiem Fortu Mosta, pozostały obsadzone przez wojsko.
Obecnie część obiektów tworzących Victoria Lines ciągle jest używana przez armię maltańską jako magazyny broni.
W 1998 roku rząd Malty zgłosił wniosek o wpisanie Victoria Lines na listę światowego dziedzictwa UNESCO.